# Tutto scorre...
Tutto scorre... (in russo Всё течёт...?, Vsë tečët) è un romanzo dello scrittore russo Vasilij Grossman, scritto fra il 1955 e il 1963 e pubblicato postumo in Germania occidentale nel 1970.

## Trama

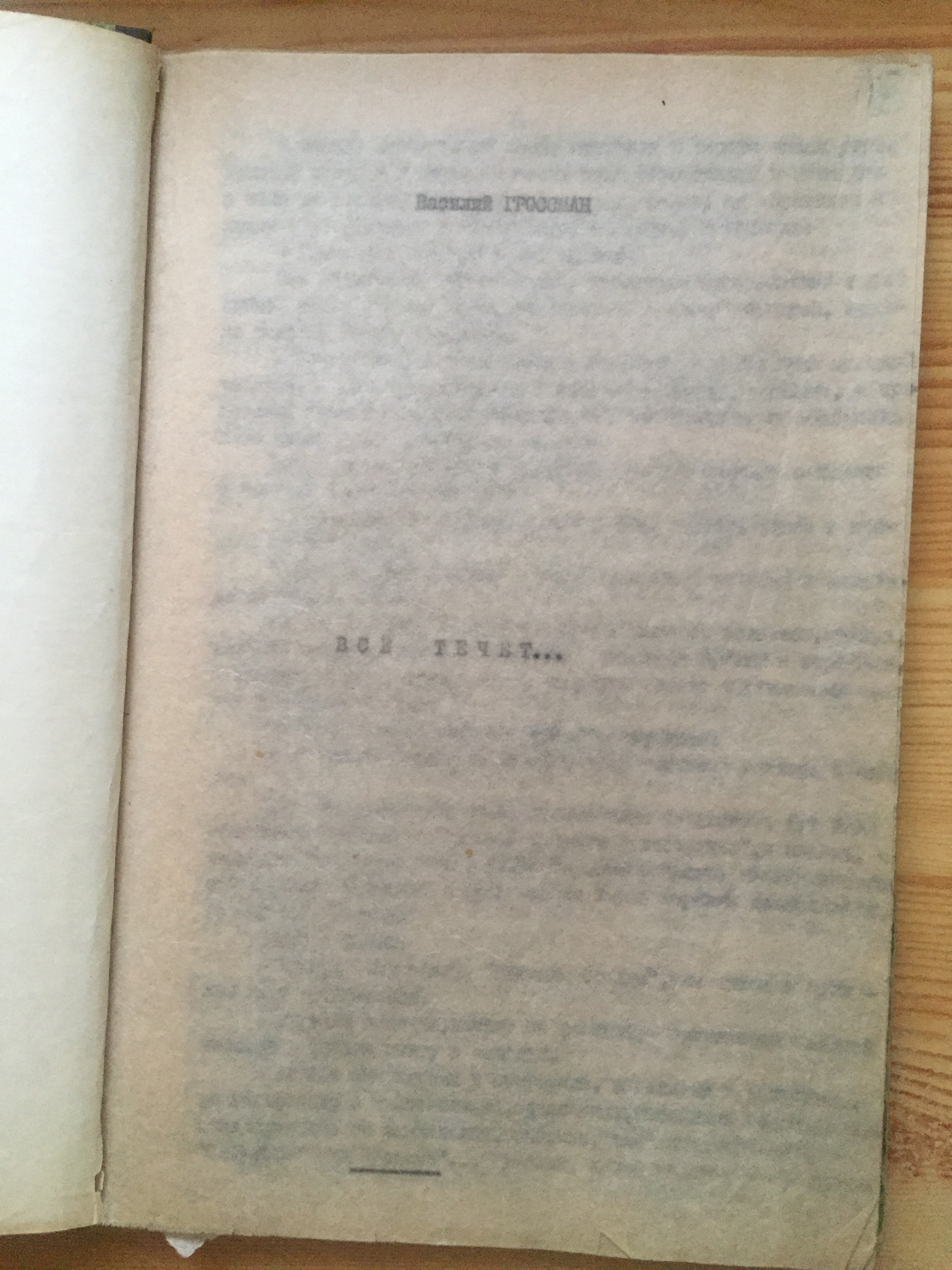
Dattiloscritto di "Tutto scorre..." (in samizdat)

Dopo la morte di Stalin, Ivan Grigor'evič ritorna in libertà dopo aver trascorso trent'anni nei lager sovietici. Si reca dapprima a Mosca, dove risiede suo cugino Nikolaj Andreevič, uno scienziato mediocre il quale, pur non avendo commesso gravi nefandezze, ha fatto carriera occupando il posto dei colleghi caduti in disgrazia per motivi politici, in particolare dei ricercatori ebrei discriminati durante il cosiddetto "complotto dei medici". Ivan Grigor'evič si reca poi a Leningrado, la città nella quale risiede Anja Zamkovskaja, la donna un tempo amata. Ivan si limita a osservare l'abitazione di Anja, senza avere tuttavia il coraggio di incontrare la donna, la quale nel frattempo non ha avuto la forza di aspettarlo e si è risposata. A Leningrado Ivan si imbatte in Pinegin, un compagno di università che lo aveva denunciato e che ora è un agiato burocrate. Ivan Grigor'evič si stabilisce infine in una piccola località della Russia meridionale dove trova lavoro come fabbro, specialità appresa a suo tempo nei lager: «Ivan Grigor'evič provava una sensazione insolita e bellissima nell'eseguire un lavoro di sua scelta, senza scorta, senza sentinelle sulle torrette». Nella nuova città Ivan si innamora di Anna Sergeevna, una povera vedova di guerra. Dopo la morte per cancro polmonare di Anna Sergeevna, il viaggio di Ivan Grigor'evič si conclude sulle coste del Mar Nero, dove sorgeva l'abitazione di suo padre.
Il romanzo è costituito da ventisette capitoli, ciascuno dei quali racchiude un incontro o un ricordo del protagonista, il che costituisce spesso lo spunto per riflessioni di ordine politico o storico. Per esempio, l'incontro di Ivan Grigor'evič con Pinegin, descritto nel capitolo 7, offre a Grossman lo spunto per dedicare il successivo capitolo al tema della responsabilità individuale e della delazione. Dai ricordi del lager di Ivan Grigor'evič emergono ritratti quali quelli di Maša Ljubimova nel capitolo 13 (internata perché moglie di un "nemico del popolo", Maša si lascia morire quando si rende conto che non potrà più rivedere il marito e la figlioletta) o di Leva Mekler nel capitolo 19 ("un predicatore, un apostolo e un combattente della rivoluzione socialista mondiale", perfino nel lager Leva ribadisce con forza i propri ideali). I ricordi di Anna Sergeevna permettono di descrivere i terribili anni della collettivizzazione, dello sterminio dei kulaki e della carestia in Ucraina. I capitoli 20-25 permettono all'autore di fare considerazioni sulla storia millenaria della Russia, sulla non-libertà del popolo russo, sulla fondazione di uno Stato onnipossente e illiberale la cui responsabilità nel romanzo è attribuita a Lenin, prima che a Stalin.

## Storia editoriale
Nel 1961, durante il disgelo kruscioviano, Grossmann inviò al mensile letterario Znamjâ (in russo Зиамя?, "La bandiera") il romanzo Vita e destino che aveva composto negli anni cinquanta. Il redattore capo di Znamâ Vadim Mihajlovič Koževnikov, per timore di poter essere considerato sostenitore delle tesi espresse da Grossman, segnalò il fatto al KGB. Pochi giorni dopo, lo scrittore ricevette la visita di alcuni agenti che sequestrarono tutti i manoscritti e gli appunti di Grossman, fra cui quelli riguardanti Tutto scorre. Grossman riscrisse Tutto scorre: una copia del romanzo fu trovata tra le sue carte alla morte di Grossman, e dopo una circolazione in samizdat, fu pubblicato a Francoforte nel 1970. Negli anni settanta e ottanta Tutto scorre ebbe un'accoglienza tiepida soprattutto per le critiche a Lenin. Fu pubblicato in Unione Sovietica nel 1989 durante la Glasnost' di Gorbačëv. Come Vita e destino, Tutto scorre è considerato un classico del XX secolo.

## Critica
La struttura del romanzo ricorda vagamente quella del Viaggio da Pietroburgo a Mosca di Aleksandr Nikolaevič Radiščev: è un romanzo-saggio dove l'azione è ridotta al minimo e dà origine a riflessioni di ordine morale o storico. Tema fondamentale del romanzo è il tema della colpa e delle responsabilità dei sopravvissuti nei confronti delle vittime dei regimi totalitari. 

## Edizioni
- Vasilij Semënovič Grossman, in russo Всё течёт...?, Vsë tečët..., Frankfurt am Main, Possev-Verlag, 1970.
- Vasilij Grossman, Tutto scorre: romanzo, traduzione di Pietro Zveteremich, Milano, A. Mondadori, 1971, SBN RLZ0259144.
- Vasilij Grossman, Tutto scorre..., traduzione di Gigliola Venturi, Milano, Adelphi, 1987, SBN CFI0117161.